# Championnat du Mali de football 2002
Navigation
Saison précédente Saison suivante
La saison 2002 du Championnat du Mali de football était la 35e édition de la première division malienne à poule unique, la Première Division. Les quatorze meilleurs clubs maliens sont regroupés au sein d'une poule unique où ils s'affrontent deux fois, à domicile et à l'extérieur. Les deux derniers du classement sont relégués en fin de saison et remplacés par les deux meilleurs clubs de Deuxième division.
C'est le Stade malien, double tenant du titre, qui remporte à nouveau la compétition après avoir terminé en tête du classement final, avec sept points d'avance sur Djoliba AC et quatre sur le Centre Salif Keita. C'est le onzième titre de champion du Mali de l'histoire du club, qui manque le doublé en s'inclinant face au Cercle olympique de Bamako en finale de la Coupe du Mali.

## Les clubs participants
| - Djoliba AC - AS Real Bamako - Cercle olympique de Bamako - USFAS Bamako - Centre Salif Keita - AS Commune II - AS Biton - Promu de Deuxième division | - Stade malien - Mamahira AC - AS Sigui Kayes - Étoile sportive de Darsalam - AS Mandé Bamako - AS Nianan - AS Bamako - Promu de Deuxième division |

## Compétition

### Classement
Le barème de points servant à établir le classement se décompose ainsi :
- Victoire : 3 points
- Match nul : 1 point
- Défaite : 0 point

| Rang | Équipe                      | Pts | J  | G  | N | P  | Bp | Bc | Diff |
| ---- | --------------------------- | --- | -- | -- | - | -- | -- | -- | ---- |
| 1    | Stade malienT               | 68  | 26 | 22 | 2 | 2  | 83 | 11 | +72  |
| 2    | Djoliba AC                  | 61  | 26 | 19 | 4 | 3  | 68 | 12 | +56  |
| 3    | Centre Salif Keita          | 54  | 26 | 16 | 6 | 4  | 51 | 19 | +32  |
| 4    | AS BamakoP                  | 42  | 26 | 13 | 3 | 10 | 38 | 30 | +8   |
| 5    | AS Nianan                   | 40  | 26 | 11 | 7 | 8  | 34 | 30 | +4   |
| 6    | Cercle olympique de BamakoC | 39  | 26 | 10 | 9 | 7  | 48 | 36 | +12  |
| 7    | AS Real Bamako              | 32  | 26 | 10 | 2 | 14 | 40 | 44 | -4   |
| 8    | AS Biton SégouP             | 32  | 26 | 9  | 5 | 12 | 29 | 45 | -16  |
| 9    | USFAS Bamako                | 27  | 26 | 7  | 6 | 13 | 26 | 36 | -10  |
| 10   | AS Commune II               | 24  | 26 | 7  | 3 | 16 | 22 | 42 | -20  |
| 11   | AS Mandé Bamako             | 22  | 26 | 6  | 4 | 16 | 16 | 42 | -26  |
| 12   | Étoile sportive de Darsalam | 19  | 26 | 5  | 4 | 17 | 24 | 56 | -32  |
| 13   | AS Sigui Kayes              | 19  | 26 | 5  | 4 | 17 | 22 | 63 | -41  |
| 14   | Mamahira AC                 | 16  | 26 | 3  | 7 | 16 | 18 | 53 | -35  |

|  | Qualification pour la Ligue des champions de la CAF 2003                             |
|  | Qualification pour la Coupe des Coupes 2003                                          |
|  | Qualification pour la Coupe de la CAF 2003                                           |
|  | Relégation en Deuxième division                                                      |
|  | T : Tenant du titre C : Vainqueur de la Coupe du Mali P : Promu de Deuxième division |

## Bilan de la saison
| Championnat du Mali de football 2002 |                            |
| Champion                             | Stade malien (11e titre)   |
| Coupes et trophées                   |                            |
| Vainqueur de la Coupe du Mali 2002   | Cercle olympique de Bamako |
| Qualifications continentales         |                            |
| Ligue des champions de la CAF 2003   | Stade malien               |
| Coupe des Coupes 2003                | Cercle olympique de Bamako |
| Coupe de la CAF 2003                 | Djoliba AC                 |
| Promotions et relégations            |                            |
| Promus en Division 1                 | AS Tata National           |
| Promus en Division 1                 | AS Renaissance Segou       |
| Relégués en Division 2               | AS Sigui Kayes             |
| Relégués en Division 2               | Mamahira AC                |